# باگز بانی
باگز بانی (به انگلیسی: Bugs Bunny) یک شخصیت کارتونی است که اواخر دهه ۱۹۳۰ توسط برادران وارنر انیمیشن (در اصل توسط تولیدات لیون شلسینگر) خلق شد و مل بلانک صداپیشه اصلی این شخصیت است. باگز به خاطر نقش‌های برجسته‌اش در سری انیمیشن‌های فیلم کوتاه لونی تونز و مری ملودیز شناخته شده است که توسط برادران وارنر تولید شده‌اند. نسخه‌های اولیه این شخصیت برای نخستین بار در شکار خرگوش صحرایی پورکی به کارگردانی بن هارداوی در سال ۱۹۳۸ و انیمیشن‌های کوتاه بعدی ظاهر شد، قبل از اینکه شخصیت‌پردازی نهایی باگز در خرگوش صحرایی وحشی (۱۹۳۸) به کارگردانی تکس اوری معرفی شود. باب گیونز، چاک جونز و رابرت مک‌کیمسون به خاطر تعریف طراحی باگز مورد تقدیر قرار گرفته‌اند.
باگز یک خرگوش یا خرگوش صحرایی انسان‌نما با پوشش خاکستری و سفید است که به خاطر شخصیت بی‌خیال و شوخ‌طبع خود شناخته می‌شود. او همچنین با لهجه بروکلینی، نقش یک حیله‌گر و جمله معروف خود «چه خبر، دکتر؟» شناخته می‌شود. باگز با محبوبیتش در دوران طلایی انیمیشن آمریکایی، به یک نماد فرهنگی آمریکایی و شانس‌بیار رسمی برادران وارنر تبدیل شد.
باگز در بیش از ۱۶۰ فیلم کوتاه که بین سال‌های ۱۹۴۰ و ۱۹۶۴ تولید شده‌اند، نقش آفرینی کرده است. او از آن زمان در فیلم‌های بلند، برنامه‌های تلویزیونی، کمیک‌ها و رسانه‌های دیگر نیز ظاهر شده است. او در تعداد فیلم‌های بیشتری نسبت به هر شخصیت کارتونی دیگری بازی کرده و نهمین شخصیت فیلمی که بیشتر از همه به تصویر کشیده شده در جهان است و همچنین ستاره‌ای بر روی پیاده‌روی مشاهیر هالیوود دارد.
داوود شعبانی نصر ، سعید شیخ زاده ، اکبر منانی و مهدی ثانی خانی از جمله دوبلور های این شخصیت در ایران هستند که در این بین ، داوود شعبانی نصر صداپیشگی بیشترین قسمت ها را عهده دار بوده است .

## توسعه
بر اساس گفته‌های چیس کریگ، که صفحات کامیک شنبه و اولین کتاب کمیک باگز بانی را نوشت و طراحی کرد، «باگز نتیجه کار یک نفر نبود؛ بلکه او نمایانگر استعدادهای خلاقانه حدود پنج یا شش کارگردان و بسیاری از نویسندگان کارتون از جمله چارلی تورسون بود. در آن زمان، داستان‌ها معمولاً کار یک گروه بودند که پیشنهادهای مختلفی را مطرح می‌کردند، آنها را به اشتراک می‌گذاشتند و در یک کنفرانس داستانی نهایی می‌کردند.» یک نمونه اولیه از باگز، با برخی از ویژگی‌های شخصیتی یک باگز نهایی، اگرچه به شکل بسیار متفاوتی به تصویر کشیده شده بود، در فیلم شکار خرگوش صحرایی پورکی، که در ۳۰ آوریل ۱۹۳۸ اکران شد، به نمایش درآمد. این فیلم به کارگردانی بن «باگز» هارداوی و کارگردان بدون اعتبار کال دالتون (که مسئول طراحی اولیه خرگوش بود) ساخته شده است. این کارتون داستانی تقریباً مشابه با شکار اردک پورکی (۱۹۳۷) دارد که دافی داک را معرفی کرده بود. پورکی پیگ دوباره در نقش یک شکارچی ظاهر می‌شود که به دنبال طعمه‌ای احمق است که بیشتر به دیوانه کردن تعقیب‌کننده‌اش علاقه دارد تا فرار کردن. در شکار خرگوش صحرایی، اردک کوچک سیاه با یک خرگوش سفید کوچک جایگزین شده است. به گفته فریز فرلنگ، هارداوی و دالتون تصمیم گرفتند «اردک را در لباس خرگوش بپوشانند». خرگوش سفید دارای سر بیضی و بدنی بدون شکل بود. در توصیف شخصیت، او «یک دلقک روستایی» بود. مل بلانک به این شخصیت صدایی داد که شبیه به صدایی بود که بعدها برای دارکوب زبله استفاده کرد. او بلند، دیوانه و با خنده‌ای عجیب و غریب و زیر بود. شخصیت خرگوش به اندازه‌ای با تماشاگران محبوب شد که کارکنان ترمیت تریس تصمیم گرفتند دوباره از آن استفاده کنند.
این خرگوش دوباره در پرست-او چنج-او (۱۹۳۹) به کارگردانی چاک جونز ظاهر می‌شود، جایی که او خرگوش خانگی شخصیت دیده نشده شم-فو جادوگر است. دو سگ که در حال فرار از دامپذیر محلی هستند، وارد خانه صاحب غایب خرگوش می‌شوند. خرگوش به آنها آزار می‌زند اما در نهایت با سگ بزرگ‌تر از دو سگی که در صحنه هستند، شکست می‌خورد. این نسخه از خرگوش خونسرد، باوقار و کنترل‌شده بود. او خنده زیر را حفظ کرد ولی در سایر اوقات ساکت بود.
سومین ظهور خرگوش در هیر-ام اسکار-ام (۱۹۳۹) است که باز هم به کارگردانی دالتون و هاردوی ساخته شده است. این کارتون—اولین کارتون که او به عنوان یک خرگوش خاکستری به جای خرگوش سفید به تصویر کشیده شده—همچنین به خاطر اولین نقش آوازخوانی خرگوش قابل توجه است. چارلی تورسون، انیماتور اصلی فیلم، نامی برای شخصیت انتخاب کرد. او «باگز بانی» را بر روی برگه الگو که برای هارداوی کشیده بود، نوشته بود. در مواد تبلیغاتی کارتون، از جمله یک کیت خبری ۱۹۳۹ که به جا مانده است، نام روی برگه الگو به نام خود خرگوش تغییر پیدا کرد: «باگز» بانی (نقل قول تنها تا سال ۱۹۴۴ در موارد مختلف استفاده شد).
در خودزندگی‌نامه‌اش، بلانک ادعا کرد که نام دیگری که برای این شخصیت پیشنهاد شده بود «خرگوش خوشحال» بود. با این حال، در کارتون‌ها و تبلیغات واقعی، به نظر می‌رسد که نام «خوشحال» تنها در ارجاع به باگز هارداوی استفاده شده است. در هیر-ام اسکار-ام، یک تیتر روزنامه نوشته شده است: « هارداوی خوشحال.» تاریخ‌نگار انیمیشن، دیوید گرستین، با این نظریه مخالف است که «خرگوش شاد» هرگز به‌عنوان نام رسمی استفاده شده است و استدلال می‌کند که تنها استفاده از این اصطلاح نتیجه داستان‌های طنزآمیز و خیالی بود که مل بلانک در مورد توسعه شخصیت در دهه‌های ۱۹۷۰ و ۱۹۸۰ تعریف کرد. نام «باگز بانی» از اوایل اوت ۱۹۳۹ در نشریه موشن هرالد پیکچرز در نقدی برای کارتون کوتاه هیر-ام اسکار-ام استفاده شده بود.
تورسون از سوی تد پیرس، رئیس بخش داستان، خواسته شد که طراحی بهتری برای خرگوش انجام دهد. این تصمیم تحت تأثیر تجربه تورسون در طراحی خرگوش‌ها بود. او خرگوش مکس را در توبی لاک‌پشته بازمی‌گردد (دیزنی، ۱۹۳۶) طراحی کرده بود. برای هارداوی، تورسون برگه الگو را که قبلاً به آن اشاره شد، با شش حالت مختلف خرگوش ایجاد کرد. برگه الگوی تورسون «تصویری کمدی از خرگوش نرم‌استخوان» بود. او بدنی گلابی شکل با اندام پشتی برجسته داشت. چهره‌اش صاف و دارای چشمان بزرگ و بیانی بود. او گردنی بلند و اغراق‌آمیز، دستانی با دستکش و سه انگشت، پاهای بزرگ و لبخند «زیرکانه» داشت. نتیجه تحت تأثیر تمایل استودیو انیمیشن والت دیزنی به ترسیم حیوانات به سبک نوزادان بامزه بود. او تأثیر واضحی از دیزنی داشت، اما به نظر می‌رسید که ترکیبی ناهمگون از مکس خرگوش لاغر و صاف از لاک‌پشت و خرگوش (۱۹۳۵) و خرگوش‌های گرد و نرم از هیاواتای کوچک (۱۹۳۷) است.
در «دوربین کنجکاو المر» که در سال ۱۹۴۰ توسط جونز ساخته شد، خرگوش برای نخستین بار با المر فاد ملاقات می‌کند. این بار خرگوش بیشتر شبیه به باگز بانی کنونی به نظر می‌رسد، بلندتر و با چهره‌ای مشابه—اما صدای ابتدایی‌تری را حفظ کرده است. طراحی شخصیت المر در دوربین کنجکاو نیز متفاوت است: او بلندتر و با صورت چاق‌تری نسبت به مدل مدرن است، اگرچه صدای شخصیت آرتور کی. برایان از آن زمان به خوبی تثبیت شده بود.

### اولین حضور رسمی
در حالی که شکار خرگوش صحرایی پورکی اولین کارتون وارنر برادرز بود که شخصیتی را ارائه می‌داد که به باگز بانی تبدیل شد، یک خرگوش صحرایی وحشی که به کارگردانی تکس اوری و در ۲۷ ژوئیه ۱۹۴۰ منتشر شد، به طور گسترده‌ای به عنوان اولین کارتون رسمی باگز بانی شناخته می‌شود. این فیلم اولین بار است که هر دو شخصیت المر فاد و باگز، که توسط باب گیونز دوباره طراحی شده‌اند، در اشکال کامل خود به عنوان شکارچی و آزاردهنده نشان داده می‌شوند؛ اولین فیلمی که مل بلانک از صدای استاندارد باگز استفاده می‌کند؛ و اولین باری که باگز از عبارت معروفش، «چه خبر، دکتر؟» استفاده می‌کند. یک خرگوش صحرایی وحشی در سینماها موفقیت بزرگی به دست آورد و نامزدی جایزه اسکار برای بهترین فیلم کوتاه کارتون را دریافت کرد.
برای این فیلم، اوری از گیونز خواست تا طراحی خرگوش را دوباره مدل‌سازی کند. نتیجه این کار شباهت بیشتری به مکس خرگوش صحرایی داشت. خرگوش دارای بدنی کشیده‌تر، ایستاده‌تر و ظاهری متوازن‌تر بود. اگر خرگوش طراحی شده توسط تورسون شبیه یک نوزاد بود، نسخه گیونز شبیه یک نوجوان به نظر می‌رسید. بلانک به باگز صدای شهری خاصی داد. این خرگوش همانقدر جسور بود که در هیر-ام اسکار-ام بوده و به همان اندازه خونسرد و آرام بود که در پرست-او چنچ-او مشاهده می‌شود.